# Lista de regiões geográficas intermediárias e imediatas do Acre

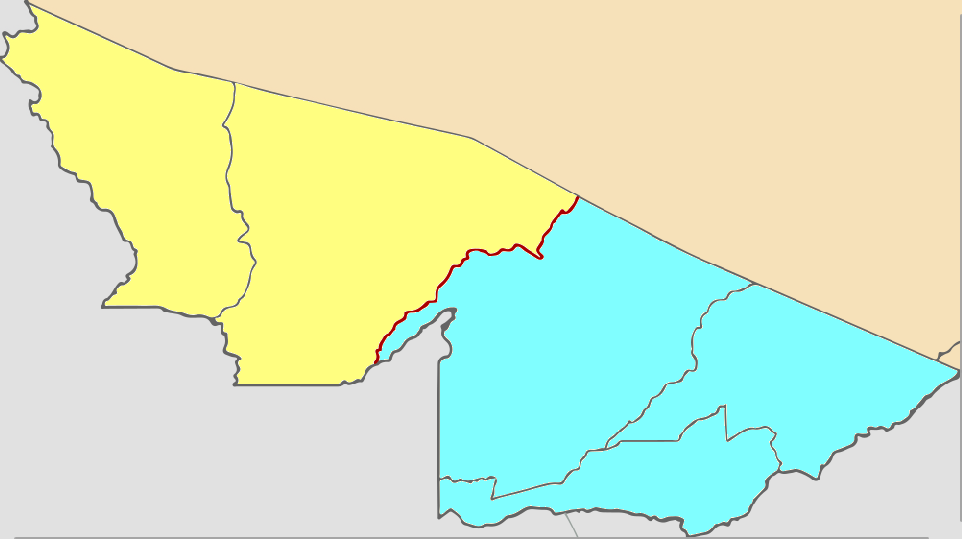
Divisão das regiões intermediárias (em vermelho) e imediatas (em cinza).

Esta é a lista de regiões geográficas intermediárias e imediatas do Acre, estado brasileiro da Região Norte do país. O Acre é composto por 22 municípios, que estão distribuídos em cinco regiões geográficas imediatas, que por sua vez estão agrupadas em duas regiões geográficas intermediárias, segundo a divisão do Instituto Brasileiro de Geografia e Estatística (IBGE) vigente desde 2017. A primeira seção aborda as regiões geográficas intermediárias e suas respectivas regiões imediatas integrantes, enquanto que a segunda trata das regiões geográficas imediatas e seus respectivos municípios, divididas por regiões intermediárias e ordenadas pela codificação do IBGE.
As regiões geográficas intermediárias foram apresentadas em 2017, com a atualização da divisão regional do Brasil, e correspondem a uma revisão das antigas mesorregiões, que estavam em vigor desde a divisão de 1989. As regiões geográficas imediatas, por sua vez, substituíram as microrregiões. Na divisão vigente até 2017, os municípios do estado estavam distribuídos em cinco microrregiões e duas mesorregiões, segundo o IBGE.

## Regiões geográficas intermediárias
| Região geográfica intermediária | Código | Número de municípios | Regiões geográficas imediatas | Código | Número de municípios |
| ------------------------------- | ------ | -------------------- | ----------------------------- | ------ | -------------------- |
| Rio Branco                      | 1201   | 14                   | Rio Branco                    | 120001 | 7                    |
| Rio Branco                      | 1201   | 14                   | Brasiléia                     | 120002 | 4                    |
| Rio Branco                      | 1201   | 14                   | Sena Madureira                | 120003 | 3                    |
| Cruzeiro do Sul                 | 1202   | 8                    | Cruzeiro do Sul               | 120004 | 5                    |
| Cruzeiro do Sul                 | 1202   | 8                    | Tarauacá                      | 120005 | 3                    |

## Regiões geográficas imediatas por regiões intermediárias

### Rio Branco
| Região geográfica imediata | Código | Municípios          |
| -------------------------- | ------ | ------------------- |
| Rio Branco                 | 120001 | Acrelândia          |
| Rio Branco                 | 120001 | Bujari              |
| Rio Branco                 | 120001 | Capixaba            |
| Rio Branco                 | 120001 | Plácido de Castro   |
| Rio Branco                 | 120001 | Porto Acre          |
| Rio Branco                 | 120001 | Rio Branco          |
| Rio Branco                 | 120001 | Senador Guiomard    |
| Brasiléia                  | 120002 | Assis Brasil        |
| Brasiléia                  | 120002 | Brasiléia           |
| Brasiléia                  | 120002 | Epitaciolândia      |
| Brasiléia                  | 120002 | Xapuri              |
| Sena Madureira             | 120003 | Manoel Urbano       |
| Sena Madureira             | 120003 | Santa Rosa do Purus |
| Sena Madureira             | 120003 | Sena Madureira      |

### Cruzeiro do Sul
| Região geográfica imediata | Código | Municípios           |
| -------------------------- | ------ | -------------------- |
| Cruzeiro do Sul            | 120004 | Cruzeiro do Sul      |
| Cruzeiro do Sul            | 120004 | Mâncio Lima          |
| Cruzeiro do Sul            | 120004 | Marechal Thaumaturgo |
| Cruzeiro do Sul            | 120004 | Porto Walter         |
| Cruzeiro do Sul            | 120004 | Rodrigues Alves      |
| Tarauacá                   | 120005 | Feijó                |
| Tarauacá                   | 120005 | Jordão               |
| Tarauacá                   | 120005 | Tarauacá             |